# Samban Jaya
Samban Jaya is een bestuurslaag in het regentschap Bengkulu Utara van de provincie Bengkulu, Indonesië. Samban Jaya telt 2252 inwoners (volkstelling 2010).